# Towarzysz

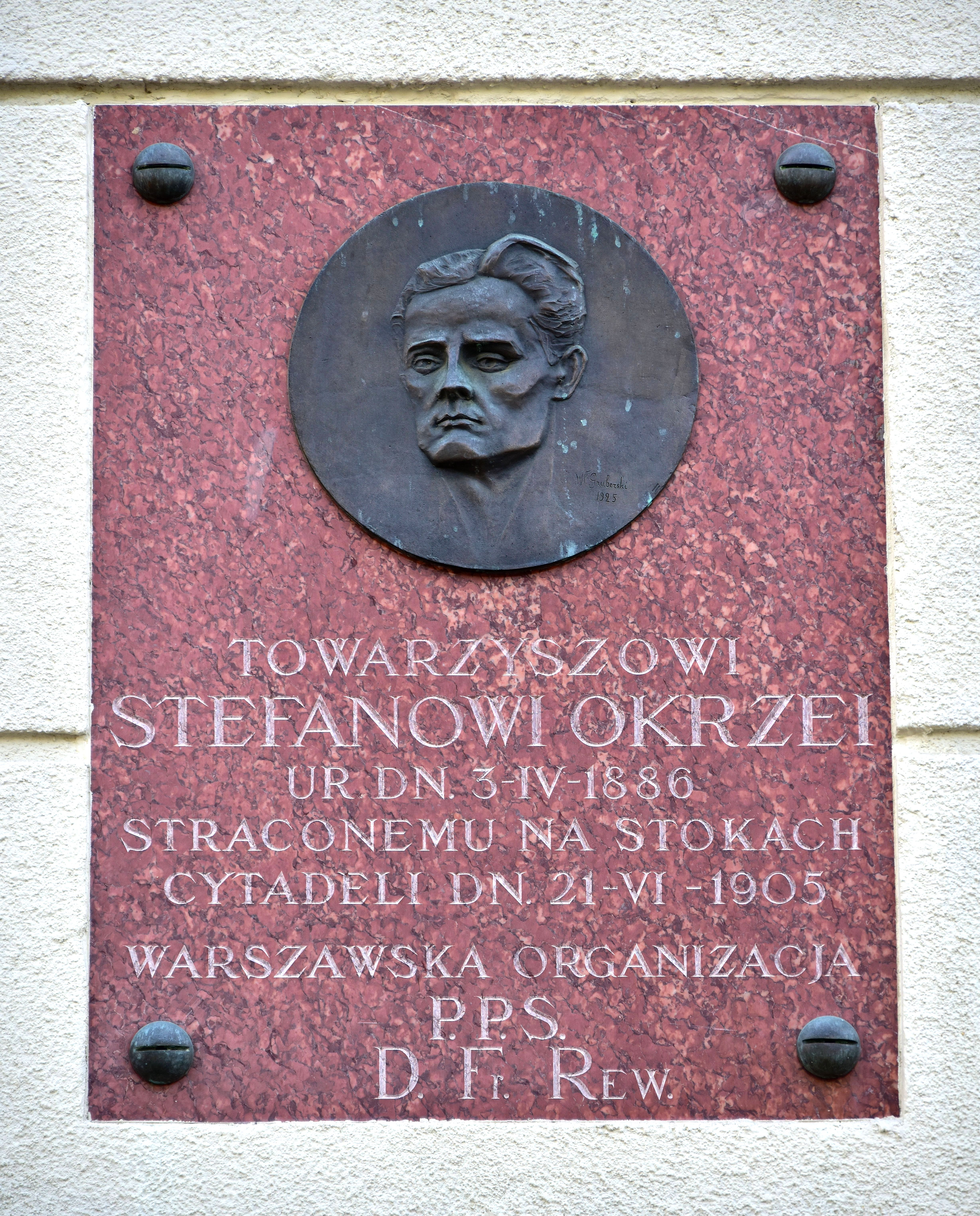
Tablica dedykowana członków Organizacji Bojowej Polskiej Partii Socjalistycznej, towarzyszowi Stefanowi Okrzei na fasadzie budynku przy ul. Ogrodowej 39/41 w Warszawie

Towarzysz – słowo oznaczające kolegę, przyjaciela lub sojusznika. W dawnej Polsce wyraz ten posiadał szczególne znaczenie w kontekście wojskowym i oznaczał członka towarzystwa, żołnierza - szlachcica równego pod względem statusu społecznego innym żołnierzom o pochodzeniu szlacheckim oraz przełożonym - w tym także zamożnym magnatom. W miarę upływu czasu słowo zyskało nowe znaczenia związane z popularyzacją idei demokratycznych i egalitarnych oraz rozwojem masowych ruchów politycznych. Popularyzację w życiu publicznym wyrazów podkreślających zerwanie z przywilejami stanowymi i akcentujących równość wszystkich członków społeczeństwa należy wiązać z rewolucją francuską (1789–1799), gdy wszystkich ludzi tytułowano „obywatel” lub „obywatelka” (odpowiednio fr. citoyen lub citoyenne), zamiast zwyczajowego zwracania się z zachowaniem określenia statusu danej osoby. Wyraz towarzysz upowszechnił się wraz z powstaniem i szerzeniem się idei socjalizmu w XIX wieku, przyjął się jako egalitarny sposób zwracania się do siebie członków i sympatyków lewicy. Wraz z rewolucją październikową (1917) słowo „towarzysz” (ros. товарищ) zostało przyjęte powszechnie jako określenie komunisty. Od tej pory określenie to kojarzone jest głównie z komunizmem.
W Polsce wyraz „towarzysz” zyskał nowe znaczenie wraz upowszechnieniem się idei socjalizmu na przełomie XIX i XX wieku, szczególnie w okresie nasilenia ruchu robotniczego na początku XX wieku. Od tej pory przylgnęło do polskich socjalistów i  komunistów, a od powstania Polskiej Rzeczypospolitej Ludowej było stosowane powszechnie przez członków Polskiej Zjednoczonej Partii Robotniczej, w tym przez przedstawicieli władz państwowych i administracyjnych. W oficjalnych relacjach poza PZPR używano wyrazów obywatel i obywatelka, terminy te obowiązywały także w Ludowym Wojsku Polskim i Milicji Obywatelskiej.

## Inne języki
- ang. comrade – w Stanach Zjednoczonych w odniesieniu do komunistów, w Wielkiej Brytanii stosowany zwyczajowo w partii laburzystów[potrzebny przypis]
- arab. ‏رفيق‎ (rafik) – oznacza towarzysza u komunistów i w partii Baas, zarówno w Syrii, Iraku i innych krajach;
- chiń. 同志; pinyin tóng zhì – oznacza człowieka o tym samym światopoglądzie, celach i ambicjach, stosowane nie tylko z nastaniem Chińskiej Republiki Ludowej, ale także w Kuomintangu; obecnie określenie stosowane rzadziej w związku z urynkowieniem chińskiej gospodarki, w ostatnich latach[kiedy?] w Hongkongu słowem 同志 o podobnym znaczeniu zaczęto określać osoby homoseksualne oraz żyjące w komunach;
- czeski soudruh, słowo kamarád oznacza przyjaciela
- fr. camarade;
- niderlandzki kameraad, słowo to oznacza nie tylko towarzysza komunistę; używane jest również na określenie czyjegoś przyjaciela
- kor. 동무 (tongmu) oznacza przyjaciela, ale w Korei Północnej rozumiane jest jako „współbojownik o rewolucję” i z tego powodu w Korei Południowej unika się stosowania tego słowa, zastępując go słowem 친구 (ch’ingu), które także oznacza przyjaciela.
- hiszpański compañero / compañera to odpowiednik towarzysza, camarada oznacza kompana lub przyjaciela, ale też związane jest z tradycja komunistyczną; w krajach Ameryki Łacińskiej przyjęta jest forma compañero / compañera;
- w języku niemieckim słowo występuje w dwóch formach. Pierwsza forma to Kamerad stosowane jest w wojsku i straży pożarnej, podobnie stosowany jest zwrot Klassenkamerad na określenie ucznia z tej samej klasy. Druga forma to Genosse, stosowane wśród członków SPD i KPD. Członkowie partii nazistowskiej stosowali między sobą zwrot Parteigenosse (towarzysz partyjny), zaś obywatele krwi niemieckiej zwani byli przez nazistów Volksgenossen, czyli „towarzysze narodowi”.
- portugalski camarada to określenie komunistów, także stosowane w armii i ruchach nacjonalistycznych;
- ros. товарищ, znaczenie podobne jak w Polsce w odniesieniu do komunistów, socjalistów, a także jako zwrot poprzedzający rangę w siłach zbrojnych Rosji i Białorusi;
- rumuński camarad oznacza towarzysza broni (sojusznika), tovarăṣ to słowo o znaczeniu i brzmieniu podobnym jak w języku rosyjskim
- słowacki súdruh oznacza towarzysza, kamarát przyjaciela
- słoweński tovariš to słowo z języka rosyjskiego o podobnym brzmieniu i znaczeniu
- szw. kamrat oznacza przyjaciela, towarzysza w sensie politycznym, ale także współpracownika (szw. arbetskamrat) czy ucznia z tej samej klasy (klasskamrat lub skolkamrat)
- turecki yoldaş dosłownie oznacza towarzysza podróży, zostało przyjęte też przez komunistów, jednak na skutek represji praktycznie zanikło;
- węgierski elvtárs, stosowane wyłącznie przez komunistów;
- wł. compagno oznacza kolegę lub kompana w sensie politycznym i nie tylko; camerata to określenie współlokatora wprowadzone przez faszystów.